# 冰原

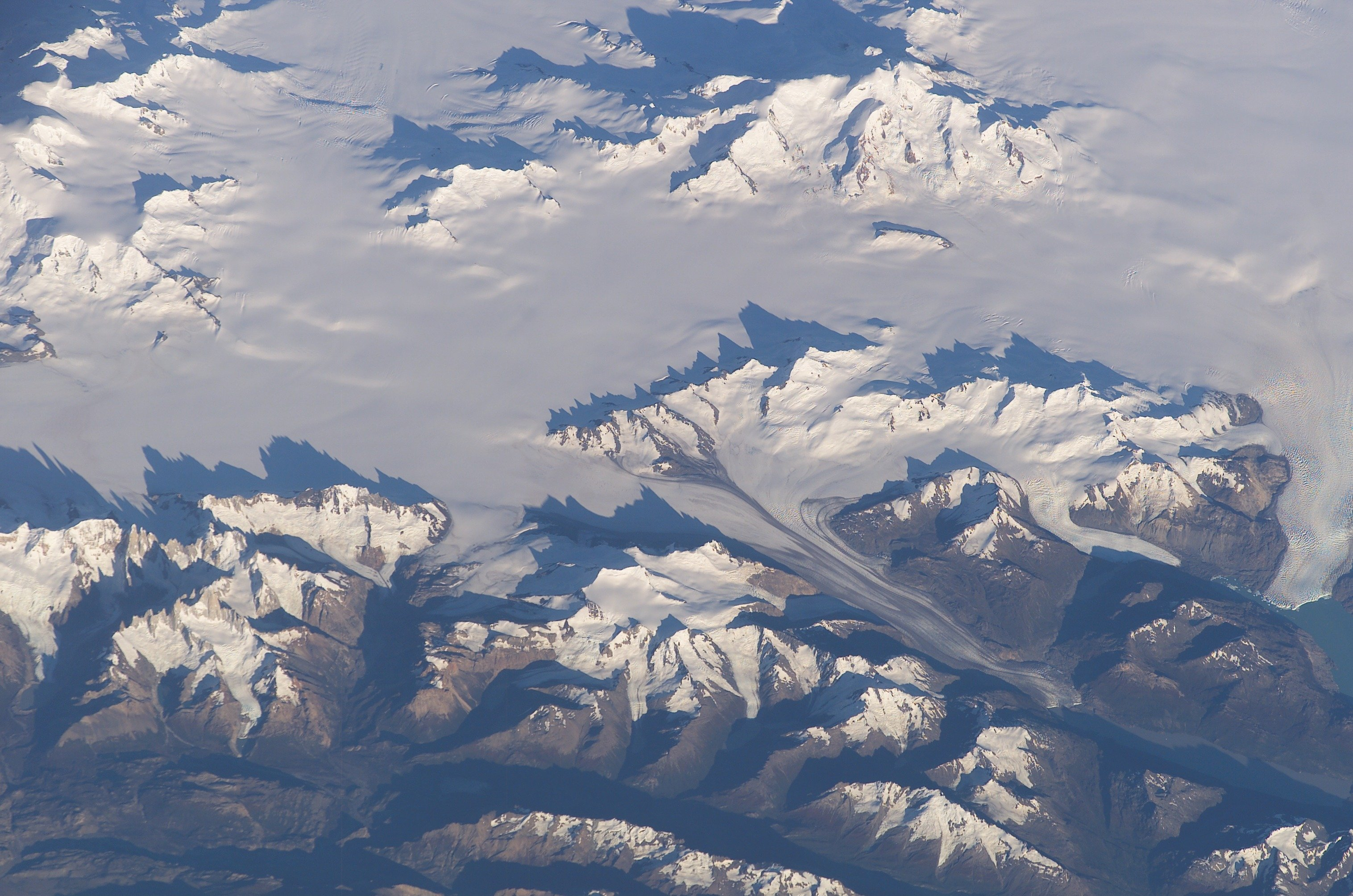

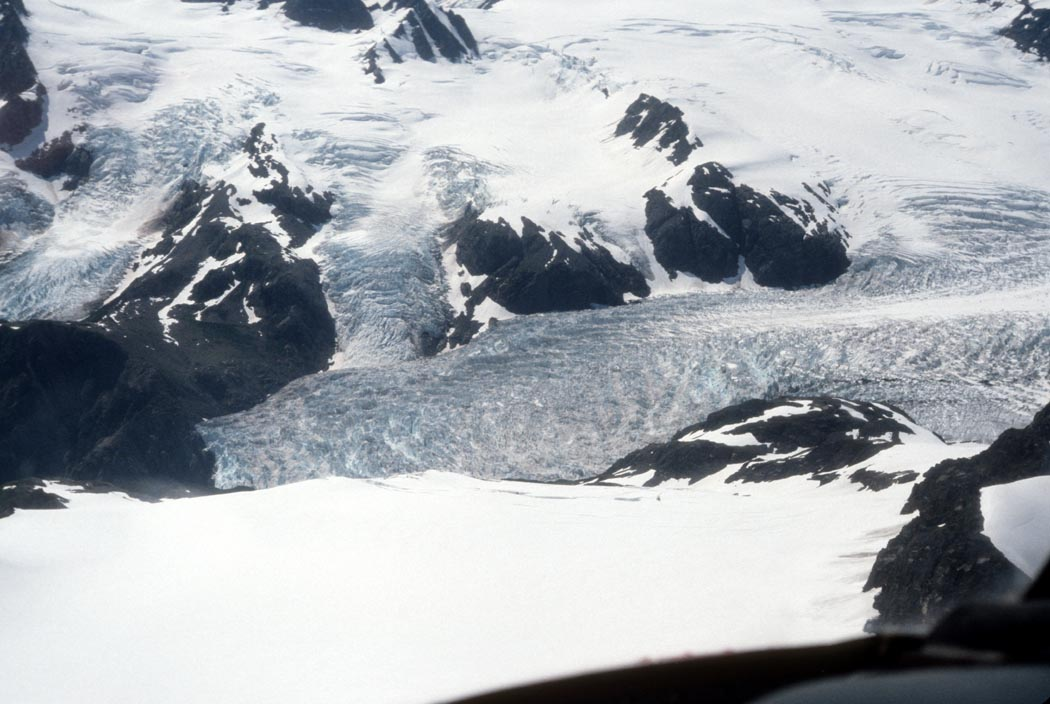
阿拉斯加Kenai National Wildlife Refuge的Harding冰原

冰原（英語：ice field）是面积小于50,000 km²的冰川覆盖的陆地。它是互相连接的峡谷冰川形成的广大地区，山峰成了冰原岛峰。冰原要比高山冰川的面积更大，但小于冰盖，接近于冰帽。

## 形成
冰原的形成，是由于大量降雪的积累、受重力的压缩、结冰，最终形成了冰原。冰原通常在盆地或者高原上形成，这使得其连续分布在广大陆地上，不至于因为重力影响下从冰川通道流出而分崩离析。冰原的边缘形成了冰川，并在重力推动下流出，从而与冰原的降雪补给形成平衡。
作为对照，冰帽并不受限于地形，而冰原受限于地形。冰原也不像冰帽那样具有帽型外观。

## 世界各地的冰原

### 亚洲
喜马拉雅山脉与阿尔泰山脉有大量的冰原分布。

### 大洋洲
新西兰有一些冰原： 
- Garden of Eden ice field
- Garden of Allah ice field[4]
- Olivine Ice Plateau[5]

Reference:

### 欧洲
挪威有一些冰原：例如Dovre与Jotunheimen。在阿尔卑斯山有几十个小型冰原。在瑞典，亚平宁山脉，比利牛斯山脉、巴尔干有一些永久冰的遗存。安达卢西亚的最后的冰原遗存——Corral del Veluta冰川于1913年消失。欧洲大陆最南方的永久性冰原遗存是保加利亚的Snezhnika。
欧洲的岛屿，如冰岛，斯瓦尔巴群岛与法兰士约瑟夫地群岛有较大的冰原。在扬马延岛与新地岛有较小的冰原。

### 北美
北美一处知名的冰原是哥伦比亚冰原，位于加拿大落基山脉。 可以通过公路方便地访问旅游。
大量面积广阔的冰原位于海岸山脉，阿拉斯加山脉，楚加奇山地区，属于阿拉斯加，不列颠哥伦比亚，育空地区。6,500 km²的Stikine冰帽，2,500 km²的朱诺冰原都是跨加拿大与阿拉斯加边境。更北的Kluane冰帽 —与Bagley冰原。

### 南美
南美有两处冰原：位于智利的北巴塔哥尼亚冰原，以及位于智利阿根廷国界的南巴塔哥尼亚冰原。在智利的火地岛西部也有一些小型冰原。